# Paris (альбом The Cure)
Paris — концертный альбом британской группы The Cure, записанный в парижском концертном зале «Зенит» в октябре 1992 года во время турне в поддержку альбома Wish. Выпущен в 1993 году.
Paris выпущен в одно время с другим концертным альбомом Show, который был записан в США. На пластинке представлено больше культовой классики, наподобие «The Figurehead» и «One Hundred Years», чем на Show, который ориентирован на менее предвзятую публику.

## Список композиций
1. The Figurehead — 7:26 (Pornography)
2. One Hundred Years — 7:15 (Pornography)
3. At Night — 6:39 (Seventeen Seconds)
4. Play for Today — 3:50 (Seventeen Seconds)
5. Apart — 6:37 (Wish)
6. In Your House — 3:59 (Seventeen Seconds)
7. Lovesong — 3:31 (Disintegration)
8. Catch — 2:41 (Kiss Me, Kiss Me, Kiss Me)
9. A Letter to Elise — 4:50 (Wish)
10. Dressing Up — 2:49 (The Top)
11. Charlotte Sometimes (не-альбомный сингл) — 3:58
12. Close to Me — 3:57 (The Head on the Door)

## Чарты
| Год  | Чарт              | Позиция |
| ---- | ----------------- | ------- |
| 1993 | UK Albums Chart   | 56      |
| 1993 | The Billboard 200 | 118     |

## Участники записи
- Роберт Смит- вокал, гитара
- Саймон Гэллап — бас-гитара
- Порл Томпсон — гитара, клавишные
- Борис Уиллиамс — ударные
- Пэрри Бэмоунт — гитара, клавишные